# Volleyboll vid olympiska sommarspelen 1992
De olympiska turneringarna 1992 i volleyboll avgjordes mellan den 26 juli och 9 augusti 1992 i Barcelona.

## Medaljtabell
| Pl. | Nation        | Guld | Silver | Brons | Totalt |
| --- | ------------- | ---- | ------ | ----- | ------ |
| 1   | Brasilien     | 1    | 0      | 0     | 1      |
| 1   | Kuba          | 1    | 0      | 0     | 1      |
| 3   | Nederländerna | 0    | 1      | 0     | 1      |
| 3   | OSS           | 0    | 1      | 0     | 1      |
| 5   | USA           | 0    | 0      | 2     | 2      |

## Medaljsammanfattning
| Gren                        | Guld | Silver | Brons |
| Volleyboll, damer detaljer  | Kuba Regla Bell Mercedes Calderón Magaly Carvajal Marlenis Costa Idalmis Gato Lilia Izquierdo Norka Latamblet Mireya Luis Tania Ortiz Raisa O'Farril Regla Torres Ana Ibis Fernandez                                     | OSS Valentina Ogienko Natalya Morozova Marina Nikoulina Elena Tjurina Irina Smirnova Tatyana Sidorenko Tatiana Menchova Jevgenija Artamonova Galina Lebedeva Svetlana Vassilevskaia Elena Chebukina Svetlana Koritova | USA Liane Sato Paula Weishoff Yoko Zetterlund Elaina Oden Kimberley Oden Teee Sanders Caren Kemner Ruth Lawanson Tammy Liley Janet Cobbs Tara Cross-Battle Lori Endicott |
| Volleyboll, herrar detaljer | Brasilien Amauri Ribeiro Antônio Carlos Gouveia Douglas Chiarotti Giovane Gávio Janelson Carvalho Jorge Edson Brito Maurício Lima Marcelo Negrão Paulo André Silva André Felipe Ferreira Talmo Oliveira Alexandre Samuel | Nederländerna Edwin Benne Peter Blangé Ron Boudrie Henk-Jan Held Martin van der Horst Marko Klok Olof van der Meulen Jan Posthuma Avital Selinger Martin Teffer Ronald Zoodsma Ron Zwerver                            | USA Nick Becker Carlos Briceno Bob Ctvrtlik Scott Fortune Dan Greenbaum Brent Hilliard Bryan Ivie Douglas Partie Bob Samuelson Eric Sato Jeff Stork Steve Timmons        |